# Rosanna Repole
Rosa Anna Maria Repole (Sant'Angelo dei Lombardi, 20 febbraio 1950) è una politica italiana.

## Biografia
Di professione docente e dirigente scolastica, a 30 anni viene eletta per la prima volta sindaco di Sant'Angelo dei Lombardi a seguito del terremoto dell'Irpinia del 1980, nel quale perse la vita anche l'allora primo cittadino Guglielmo Castellano e che devastò l'intero paese, che contò a seguito della tragedia 482 morti. Sindaco fino al 1990, tra il 1993 e il 1995 ricopre il ruolo di presidente della provincia di Avellino in quota Democrazia Cristiana e, alla fine del mandato, verrà eletta primo cittadino del suo paese natale per un secondo mandato.
Più volte consigliere comunale e provinciale, prima tra le file del Partito Popolare Italiano, poi de La Margherita, e infine del Partito Democratico, nel 2013 e nel 2023 viene rieletta sindaco per la terza e la quarta volta.